# Антракноз

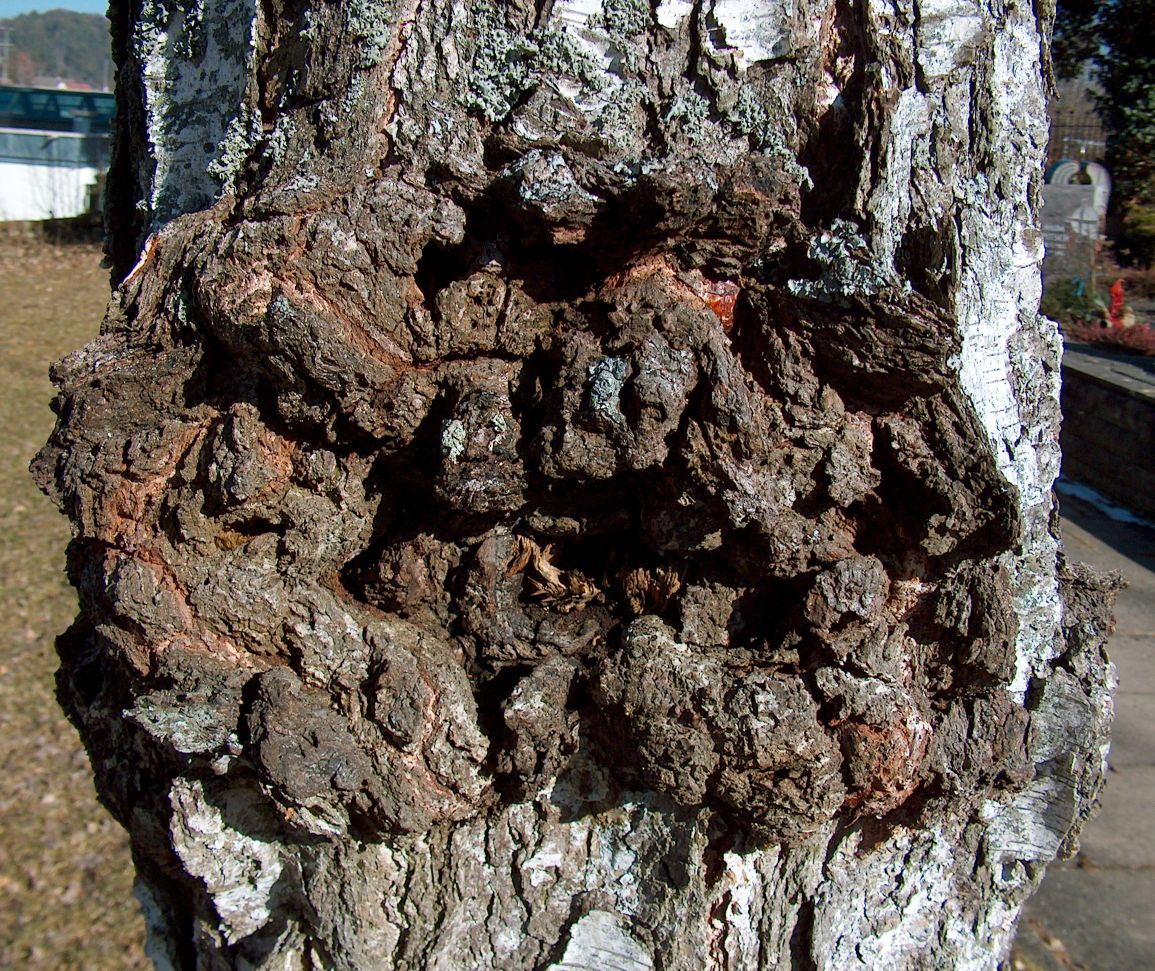
Антракноз на березі

Антракно́з (грец. ανθραξ — вугілля, νοσος — хвороба) — захворювання сільськогосподарських культур, яке викликають гриби Gloeosporium і Colletotrichum. На уражених частинах рослин з'являються жовті, рожеві або бурі плями, тріщини і виразки з темнобурими краями; на стеблах плями іноді бувають чорні, ніби обвуглені; молоді рослини гинуть. Від антракнозу найбільше потерпають льон, конюшина, квасоля, баштанні культури, виноград, цитрусові, бирючина та ін.
Рослини заражаються спорами і грибницею.
Заходи боротьби: добір стійких сортів, правильні сівозміни, висока агротехніка, протруювання насіння, обприскування рослин фунгіцидами, знищення післяжнивних решток.